# 新澤基榮
新澤基榮（日语：／ Shizawa Motoei，1958年6月10日—），日本漫畫家。男性。新潟縣立柏崎工業高等學校、日本工學院專門學校美術科畢業。A型血。
代表作是《高校！奇面組》（集英社《週刊少年Jump》連載），1985年播出同名電視動畫；2017年搬上舞台劇。

## 生平
新澤基榮的老家是開醬油行。高職（新潟縣立柏崎工業高等學校）畢業後立即前往東京，進入日本工學院專門學校學習。
專門學校畢業後，新澤開始在物流公司上日班賺取生活費。直到1980年，以「3年奇面組」在《週刊少年Jump》（集英社）出道，從此正式開啟了他的漫畫家生涯。在此之前，新澤因為受到妹妹的影響，原本是想畫少女漫畫，因此他的作品在出道時期有濃厚的少女漫畫風格。
《3年奇面組》完結後，新澤繼續在《週刊少年Jump》更推出續篇《高校！奇面組》之後，受到讀者的廣大熱烈歡迎，並播出同名電視動畫，一舉成名時成為他的代表作。
由於《高校！奇面組》在Jump週刊的熱烈暢銷，新澤每個禮拜的工作行程變得相當緊密。一方面，他也利用空檔時間與高中（高職）時期的同學玩相撲卻罹患腰痛。印刷公司則給他一個封號叫“截稿日期的魔術師”，但新澤本人表示，事實上是一直過著好不容易趕完每週連載進度的生活。但是到了最後，新澤的負荷終於到達極限，因此與上層幹部進行討論之後的結果，《高校！奇面組》在1987年正式連載完結。稍早在1985年春天，新澤原本決定在角色高中畢業的時候，為這部作品畫下句點，但在編輯部施加的壓力下，才會繼續進行連載。還有，新澤說他想要暫時休載的事情並沒有得到上級的回應。
新澤休息一段時間之後，1988年展開連載新作雖然一樣博得了人氣，卻因腰痛再度惡化而休載，最後卻在休載的狀況下腰斬。
1990年代以後，新澤未再推出新的連載。在這期間，他擔任前助手佐藤正的助手持續推出短篇新作，直到2001年推出連載《閃光！奇面組》（在史克威爾艾尼克斯《月刊少年GANGAN》）。由於他的腰痛並未完全康復，及不定時休載的狀況下，最後在2005年6月號連載結束。
後來，新澤在2009年12月17日發售的《大人的科學雜誌》（學研教育出版刊）Vol.26發表的「大人的秘密系列 受歡迎、不受歡迎的秘密」轉身負責作畫。
現在，新澤每年會定期參加家鄉柏崎市舉辦「柏崎故鄉祭」的畫展，持續推出自身親筆繪製的新插圖，並列印在燈籠上。

## 特色、執行工作的方法
新澤開始畫《奇面組》的時候，因為他本身沒有一開始先完成漫畫格子的竅門之技術，所以是腦海浮現台詞就立刻畫出。對於少年Jump規定要求畫出13～15頁的漫畫時，新澤是正在考慮如何在第10頁就結束。確定故事進度先後順序的最後，大致上都是在進行討論之後才做決定的。還有就是從塗鴉中找到新的點子。
另外，根據本人是說「編輯因為不想掙扎」，所以他把自己預計完稿的時間設得比從編輯告知的截稿日期還要早。

## 逸事
- 出道以前，新澤已從學生時期開始，就持續不斷的投稿插圖至當地報社。
- 高中時期當過學生會副會長。
- 喜歡恐龍[4]。
- 《高校！奇面組（日语：ハイスクール!奇面組）》電視動畫主題歌曲的主唱指定由指指點點組包辦時，新澤是在此時認識這組偶像團體，同時他也開始按時收看跟動畫同樣都在富士電視台播出的綜藝節目《黃昏喵喵（日语：夕やけニャンニャン）》，但隨著作品人氣的提升，卻出現小貓俱樂部的親衛隊和不良少年們相互敵視的景象，造成他有一段時間不敢外出[5]。另一方面，外界對指指點點組選出來的成員沒有特別意見，相反的卻對奇面組的角色2位女性角色河川唯（日语：河川唯）、宇留千繪（日语：宇留千絵）給人的可愛形象是相當滿意與討人喜歡。
- 新澤在連載續篇《歸來的高校！奇面組》時，買了一台Toyota Vitz（日语：トヨタ・ヴィッツ）車種的汽車。因此有一回正篇「第一次買新車」就是他透過自己當下買車的經過畫出來的[6][7]。
- 在KADOKAWA娛樂雜誌《大人Fami（日语：エンタミクス）》（2008 JUNE）中，有介紹《高校！奇面組》動畫版DVD-BOX相關內容的文章。根據在那篇文章的「原作者專訪」提到，新澤本人表示承認受其影響最深漫畫家是原一騎。還有，新澤以《奇面組》而廣為人知之後，他表示「我將來可能不會再畫感受到衝擊的漫畫」。還有他說「我想過著我自己想要的工作生活」[2]。
- 進入1990年代之後，新澤再也沒有推出新的連載，原因他說「直到我心血來潮畫漫畫的動力來了之後再畫，但是就是全然沒有這股動力」。並表示自身比別人更加一倍不喜歡一直畫漫畫，如果就這樣讓他一個人留在線上，他說過今後寧願什麼都不要做[2]。由此可以看出，新澤現在已經有了一個生活基礎就是，可以不用靠著畫漫畫來維持生活。
- 2015年，新澤在接受之前在2009年曾經為《大人的科學雜誌（日语：大人の科学）》單元『受歡迎、不受歡迎的秘密』負責插圖的專訪中提到。他會畫出髮型像《奇面組》角色出瀨潔（日语：出瀬潔）的主人翁的理由是：在連載《奇面組》時期，原本就想大量畫出出瀨潔談戀愛的插曲故事；結果，新澤並沒有使用出瀨潔的髮型，而是改成其它的髮型套用在主人翁身上。但是，書中卻出現一群造型很像《奇面組》角色的路人情侶，這是因為隨著《奇面組》作品誕生的時間流動之下，新澤想趁著這個機會回饋給讀者，並表達自身也想讓角色們得到幸福。還有，在《大人的科學雜誌》書中的文字對白是用由左至右的橫式書寫、漫畫畫格越大需要的台詞也愈多等等這些都是教育學習漫畫的特性，而新澤他自己因為覺得麻煩，直言「即使下一次的學習漫畫要拜託我畫，我也不想再畫了」。最後，新澤說他今後原本想畫以前因腰痛復發而連載中止的之續篇，但是後來改口說從今以後不畫了[1]。
- 2017年至2018年間，新澤的代表作《高校！奇面組》多次演出舞台劇，他本人持著拐杖也出席跟舞台劇的演員們合照留影。這些照片和新澤的近況可在舞台劇的官方Twitter的公開留影中看到。

## 作品列表

### 連載作品
粗體字表示單行本化作品。
集英社
- 《週刊少年Jump》（發表雜誌：JC=JUMP COMICS　JCS=Jump Comics Selection）
  - 3年奇面組：1980年—1982年，JC版全6冊　JCS版全4冊　文庫版全4冊
  - 高校！奇面組（日语：ハイスクール!奇面組）：1982年—1987年，JC版全20冊　JCS版全13冊　文庫版全13冊
  - ：1988年—1990年，JC版全5冊　JCS版全4冊

- 《V Jump》
  - 快樂就交給我吧！（日语：ハッピーにおまかせ!）：1992年—1993年（短期集中連載），後在JCS版第2冊收錄

史克威爾艾尼克斯
- 《月刊少年GANGAN》
  - 閃光！奇面組：2001年—2005年，GANGAN COMICS版全3冊

### 短篇作品

#### 短篇集收錄作品
下面列出在集英社旗下各雜誌發表的作品，後來都收錄在單行本《新澤基榮短篇集 古代家的恐龍》裡。
- 《週刊少年Jump》
  - 3年奇面組場外篇 向日葵、鬱金香：1981年4月10日增刊號
  - 教師：1982年1月10日增刊號
  - Mr.愛NG：1983年第13號
  - 親父：1988年第18號
  - 真：1990年第40號

- 《Fresh Jump（日语：フレッシュジャンプ）》
  - 怪傑豪人：1984年2月23日號
  - K的日記帳：1985年2月23日號

- 《週刊少年Jump Spring Spcial》
  - DATTE！潮鐘：1986年
- 《週刊少年Jump Autumn Spcial》
  - 古代家的恐龍：1987年

#### 未收錄作品
集英社
- 《週刊少年Jump 1992年第25號》
  - 必殺！學園救助隊角色
- 《週刊少年Jump Winter Spcial》
  - 奇蹟偵探天野J (Jack)：1993年

其它出版社
學研教育出版
- 《大人的科學雜誌（日语：大人の科学） Vol.26》：2009年12月17日
  - 大人的秘密系列 受歡迎、不受歡迎的秘密

後來以《學研漫畫 大人的秘密系列：身體的秘密》書籍化。

### 再版作品
基本上是1980年代新澤在全盛時期發表的作品。
- 高校！奇面組 世紀末篇 之卷：1999年，WORLD PHOTO PRESS（日语：ワールドフォトプレス）《Comic★Figure王（日语：フィギュア王）》
- 歸來的高校！奇面組 番台之卷：2000年11月27日，Magazine House《POPEYE》599號
- POPEYE增刊 歸來的高校！奇面組：2000年，Magazine House

上面2部作品是雜誌書收錄的最新作品。
- 歸來的高校！奇面組：2004年，將以前在雜誌書收錄的上面2部作品重新又收錄在集英社的「JUMP COMICS DELUXE」

### 其它
- 奇面組解體全書：2002年，Jump Comics Selection（HOME社發行、集英社發售）
- 萬岱明星系列2000 Vol.05 高校！奇面組 桌上冰球：2001年12月20日 負責插圖
- POARO（日语：ポアロ (音楽ユニット)）的CD專輯：2005年，animate限定發售

負責CD專輯封面插圖的設計。以日常生活為插圖主題，加入了新澤他的代表作《高校！奇面組》的角色。
- 創刊70週年特輯 描寫漫畫家們的故鄉新潟 新潟漫畫王國：2012年11月3日，《新潟日報》第752號別刷
  - 東洋輪胎工業廣告 「Toyo Tires」

東洋輪胎與《高校！奇面組》進行合作的廣告海報，插圖直接邀請新潟出身作家新澤繪製。
- 舞台 高校！奇面組（日语：ハイスクール!奇面組#舞台劇）：2017年6月，於全勞濟HALL SPACE ZERO（日语：スペース・ゼロ）進行公演（ADK Arts製作、主辦）

舞台劇，監修直接由原作者新澤擔任。

## 助手
- 佐藤正（日语：佐藤正 (漫画家)）—《燃燒吧！哥哥》作者。

## 腳註

## 相關項目
- 新潟市漫畫家之家（日语：新潟市マンガの家）—位於新潟縣新潟市中央區，一家與漫畫相關的主題博物館。2013年開館。主要展示新潟縣出身（包含新澤基榮本人）的搞笑路線漫畫家的作品。

## 外部連結
- （日語）—新澤基榮接受出版社專訪的官方網頁。